# 情境最佳化
情境最佳化（scenario optimization）也稱為情境方法（scenario approach），是一種求解強健最佳化問題和機會約束規劃（chance-constrained optimization）問題的方式，其方法會以一些約束的樣本為基礎。情境最佳化也和建模及決策中的归纳推理有關。此方法已以启发法的形式存在了數十年，近來開始探討此方法系統化理論的基礎。

## 簡介
在最优化的應用中，強健性的特點會轉變成一些拘束條件，其中的參數是問題中的未知量。在情境最佳化方法中，會用亂數取樣的方式，找到一些亂數取樣的拘束樣本（启发法），這些拘束樣本稱為「情境」（scenarios），會先只根據這些拘束條件找到一個解，之後再配合其他方法求得這個解和其他拘束之間的強健性。此理論證實了在強健最佳化及機會約束最佳化中，使用亂數是合理的。

## 資料驅動的最佳化
有時情境的資訊是由模型中以亂數的方式拮取出來。不過更常見的是情境是從觀測資料中找到的不確定事件（数据科学）。在後者的情形下，不需要不確定性的模型即可以產生情境。最值得注意的是，此情形下的情境最佳化伴隨著的是
成熟的理論，因為所有情境最佳化的結果都和分佈無關，因此可以應用在沒有不確定性模型或是缺乏類似資訊的情形下。

## 理論結果
針對凸拘束（也就是和线性矩阵不等式有關的半定問題），已有深入的理論分析說明新的拘束無法滿足的機率是依照以β分布為主的分布。針對所有凸優化問題的結果也是如此。再繼續擴展，有許多實驗等級的結果是依照狄利克雷分布，其邊緣分布為β分布。也有探討過配合{\displaystyle L_{1}}正則化的情境最佳化，也有便利的算法，可以簡化運算的複雜度。有關更複雜、非凸拘束的研究是目前熱門的研究主題。
配合情境最佳化，可以在風險和回報中取得權衡，而且有完整的方法可以將此結果應用在控制上。一開始先選擇{\displaystyle N}個拘束開始進行最佳化，之後持續的移除其中的一些拘束，移除過程可以用不同的方式行，甚至是利用貪心法。每當多消除一個拘束後，會更新最佳化的解，也會得到對應最佳化的數值。在此程序持續進行時，可以得到經驗式的「最佳值曲線」，也就是在移除多少數量的拘束後，最佳值的變化。情境最佳化可以針對各個解的強健性作準確的評估。
此技術一個很大的進步是透過wait-and-judge方法得到的：先評估解的複雜度（如前面所述），並根據其值的公式來評估解的強健性。這些結果可以看來複雜度和風險二個概念之間的深層關係。有一個相關的研究方式，稱為「重複情形設計」（Repetitive Scenario Design），是用透過重複的交替情境設計的階段（用較少的樣本）再隨機的確認其解的可行性，目的是要降低解的複雜度。

## 例子
考慮一函數{\displaystyle R_{\delta }(x)}為投资的獲利，此函數和投資選擇向量{\displaystyle x}及市場狀態{\displaystyle \delta }有關，這些資訊在投資週期的最後會知道。
假設一個市場狀態的隨機模型，考慮有{\displaystyle N}個可能狀態{\displaystyle \delta _{1},\dots ,\delta _{N}} （亂數或是不確定性）。接著，可以從觀察記錄中找到情境{\displaystyle \delta _{i}}。
要求解以下的情境最佳化問題
{\displaystyle \max _{x}\min _{i=1,\dots ,N}R_{\delta _{i}}(x).\ \ \ \ \ \ \ \ \ \ \ \ \ \ \ (1)}
對應一個投資組合向量x，可以在最壞的情境下有最好的報酬。
在求解(1)後，可以得到最佳投資策略{\displaystyle x^{\ast }}，對應此情形的最佳報酬{\displaystyle R^{\ast }}。當. While {\displaystyle R^{\ast }}只根據{\displaystyle N}個可能的市場狀態求得時，透過情境最佳化理論可以得到其強健性最大到{\displaystyle \epsilon }，意思是指，在其他的市場狀態下，可達到報酬{\displaystyle R^{\ast }}達到的機率只有{\displaystyle 1-\epsilon }。
在量化金融上，最壞條件的分析可能過於保守。另一種作法是不考慮一些奇怪的情形，以減少悲观情绪，而情境最佳化也可以用在其他風險度量中，例如CVaR（风险条件值，Conditional Value at Risk），因此增加使用靈活度。

## 應用領域
應用領域包括：預測、系统科学、迴歸分析、精算學、最优控制、數理金融學、机器学习、决策、供应链及管理学等。